# Ilomantsi
Ilomantsi est une municipalité de l'est de la Finlande. Elle fait partie de la province de Finlande-Orientale et de la région de Carélie du Nord.

## Histoire
La commune est connue pour la bataille d'Ilomantsi, la dernière de la guerre de Continuation.
Le 26 juillet 1944, alors que les Soviétiques, considérant la Finlande vaincue, ont déjà commencé à retirer des troupes pour préparer la marche sur Berlin, les Finlandais encerclent deux divisions soviétiques isolées dans le secteur d'Ilomantsi. La bataille fait rage jusqu'au 13 août et les deux divisions soviétiques sont pratiquement détruites. Cette dernière victoire défensive des Finlandais achèvera de convaincre Staline que l'annexion totale de la Finlande serait trop coûteuse en vies et en matériel. Le cessez-le-feu entre en vigueur le 4 septembre et l'armistice le 19 septembre.
Cette victoire n'a pas empêché une partie de la commune d'être cédée à l'Union soviétique, avec l'essentiel de la Carélie.

## Géographie
C'est la commune la plus orientale du pays. Jusqu'à l'adhésion de Chypre à l'Union européenne, c'était également le point le plus oriental de l'UE. Elle a une longue frontière avec la Russie mais aucun point de passage officiel; cependant le lac de Virmajärvi, situé sur la frontière russo-finlandaise demeure le point géographique le plus à l'est de la partie continentale de l'Union européenne.
Le paysage est très caractéristique, pratiquement jamais plat mais entrecoupé par des dizaines de petites collines glaciaires boisées (nommées Vaara en finnois), de minuscules villages étant souvent adossés à ces collines. Ce paysage si particulier est d'ailleurs classé paysage national.
Ilomantsi couvre une superficie de 3 172,68 km², dont 409,29 km² sont des plans d'eau.
Le grand lac Koitere s'étend sur une bonne partie de l'ouest de la commune.
Le centre administratif est lui situé dans la partie sud.
On y trouve également les Parcs nationaux de Petkeljärvi, de Koivusuo (fi) et de Patvinsuo.
Ilomantsi est bordée par les municipalités de Joensuu au sud et Lieksa au nord.

## Démographie
Depuis 1980, la démographie de Ilomantsi a évolué comme suit, :
| Année      | 1980  | 1985  | 1990  | 1995  | 2000  | 2005  |
| ---------- | ----- | ----- | ----- | ----- | ----- | ----- |
| population | 8 753 | 8 469 | 8 054 | 7 832 | 7 129 | 6 422 |

| Année      | 2010  | 2017  | 2020  |
| ---------- | ----- | ----- | ----- |
| population | 5 883 | 5 199 | 4 748 |

## Politique et administration

### Conseil municipal
Les 21 conseillers municipaux sont répartis comme suit:
| Parti   | Parti                              | Sièges 2021–2025 |
| ------- | ---------------------------------- | ---------------- |
|         | Parti social-démocrate de Finlande | 6                |
|         | Vrais Finlandais                   | 3                |
|         | Parti de la Coalition nationale    | 0                |
|         | Parti du centre                    | 10               |
|         | Alliance de gauche                 | 1                |
|         | Chrétiens-démocrates               | 1                |
| Sources |                                    |                  |

## Lieux et monuments
- Église orthodoxe d'Ilomantsi (fi)
- Église d'Ilomantsi
- Centre culturel Katri Vala
- Église de Kivilahti (fi)
- Möhkö
- Église de Naarva (fi)
- Parc national de Patvinsuo
- Parc national de Petkeljärvi
- Maison du combattant (fi)
- Route des églises de Carélie
- Route du poème et de la frontière

## Transports
La route principale 74 mène de Joensuu à Ilomantsi.
Joensuu est aussi desservi par les routes régionales 514, 500 et 522.
Elke est longée par la route du poème et de la frontière.
La ligne Joensuu–Ilomantsi a été construite en 1967, le trafic de passagers sur la ligne a été interrompu en 1969.

## Personnalités
- Katri Vala, poétesse
- Kaisa Varis, skieuse

## Galerie

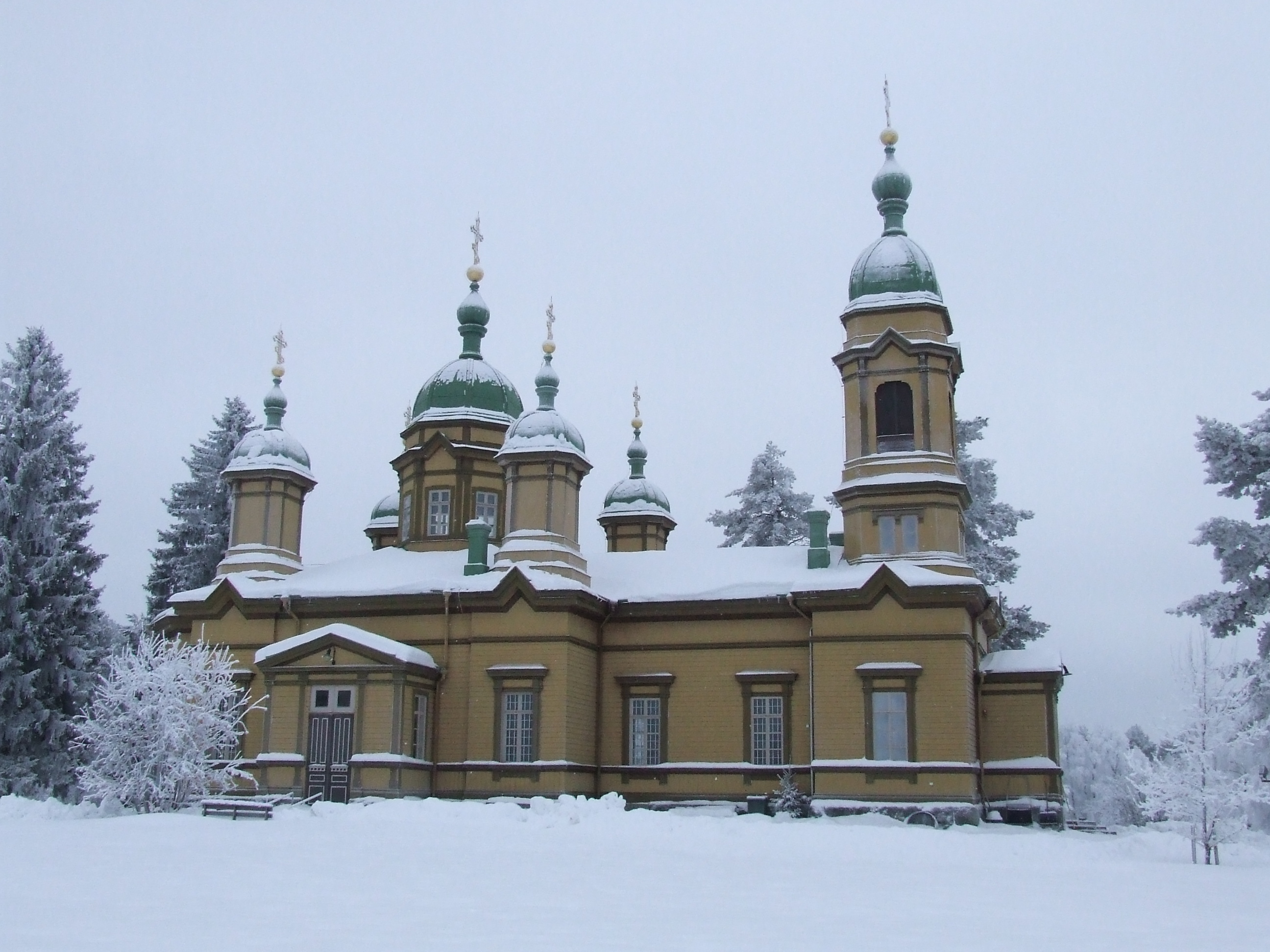
Église orthodoxe d'Ilomantsi (fi).
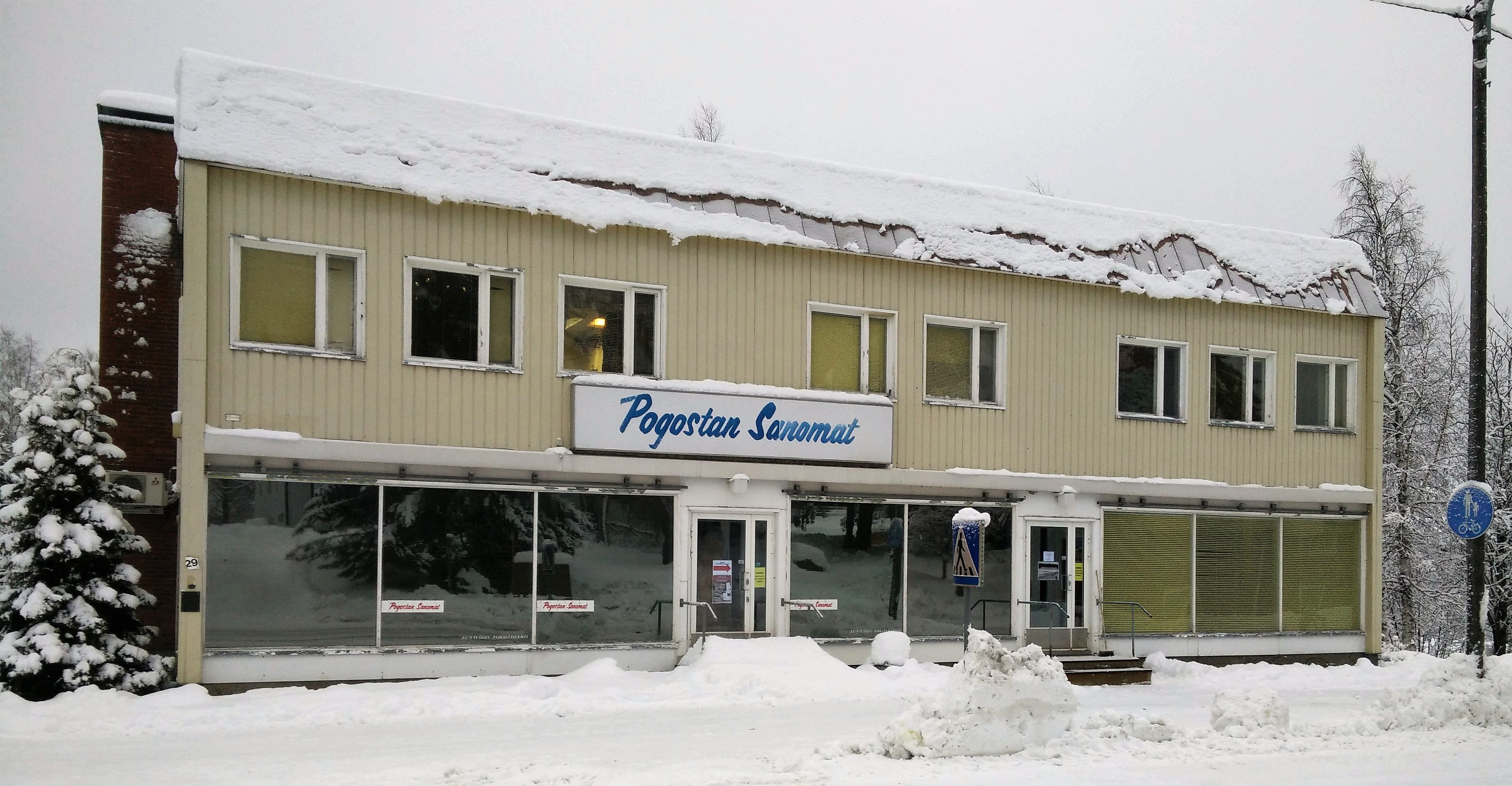
Bureaux de Pogostan Sanomat.
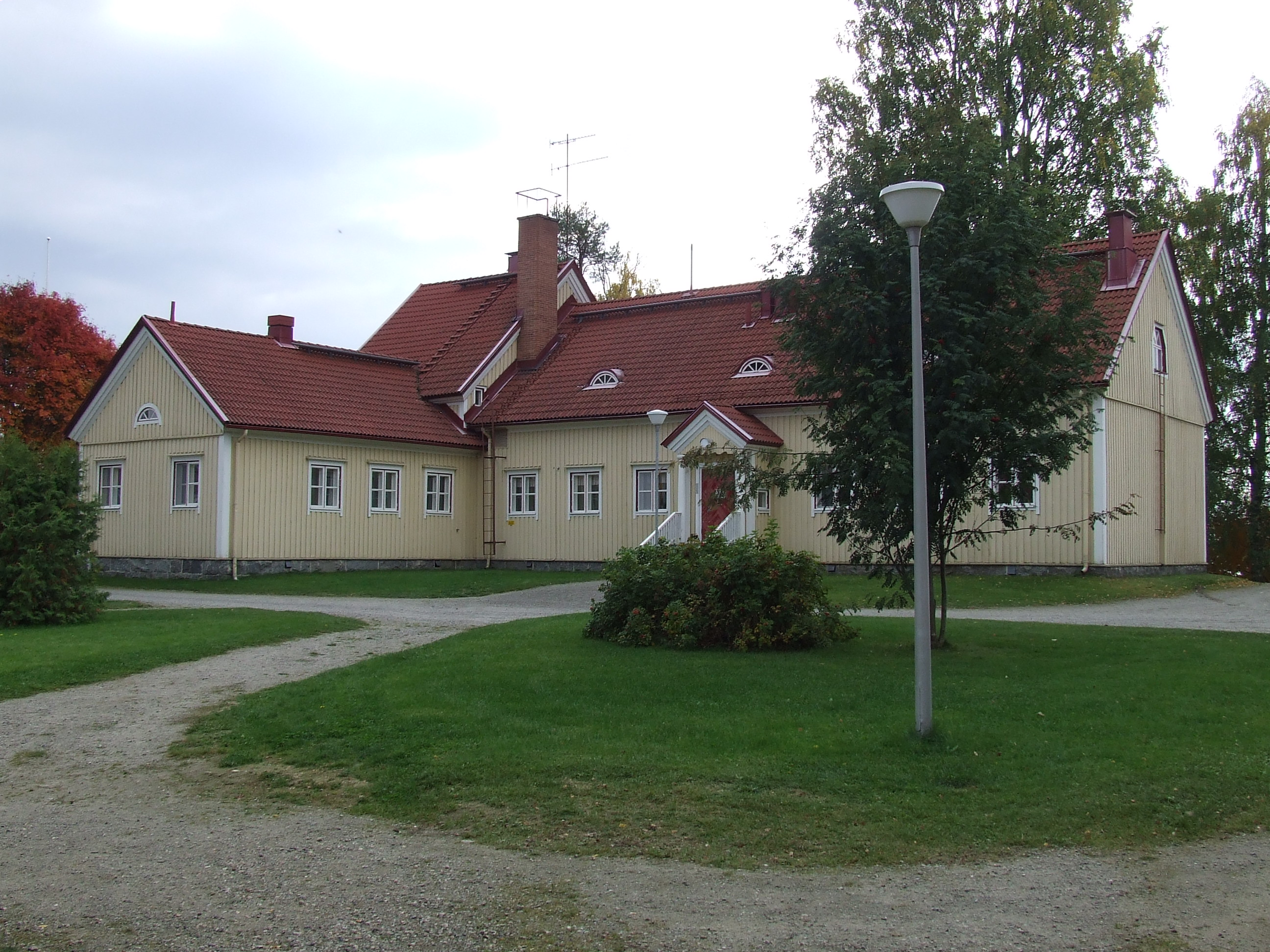
La station de recherche de Mekrijärvi (fi).
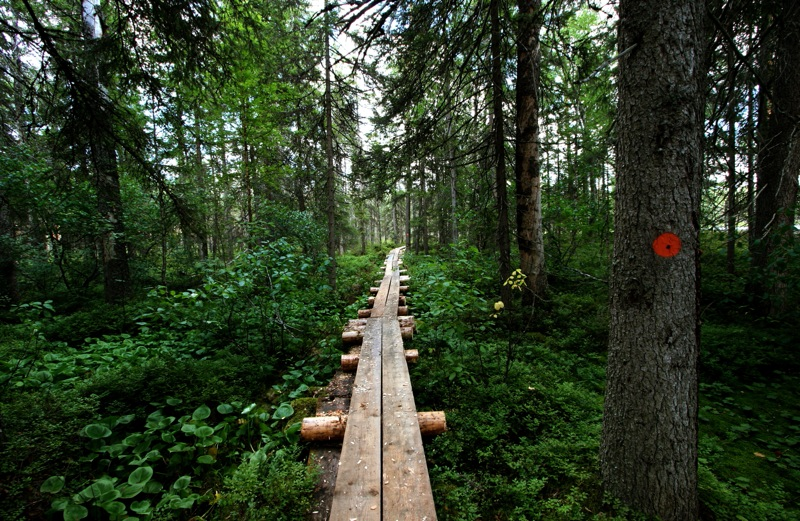
La piste de Kuikka du Parc national de Petkeljärvi.
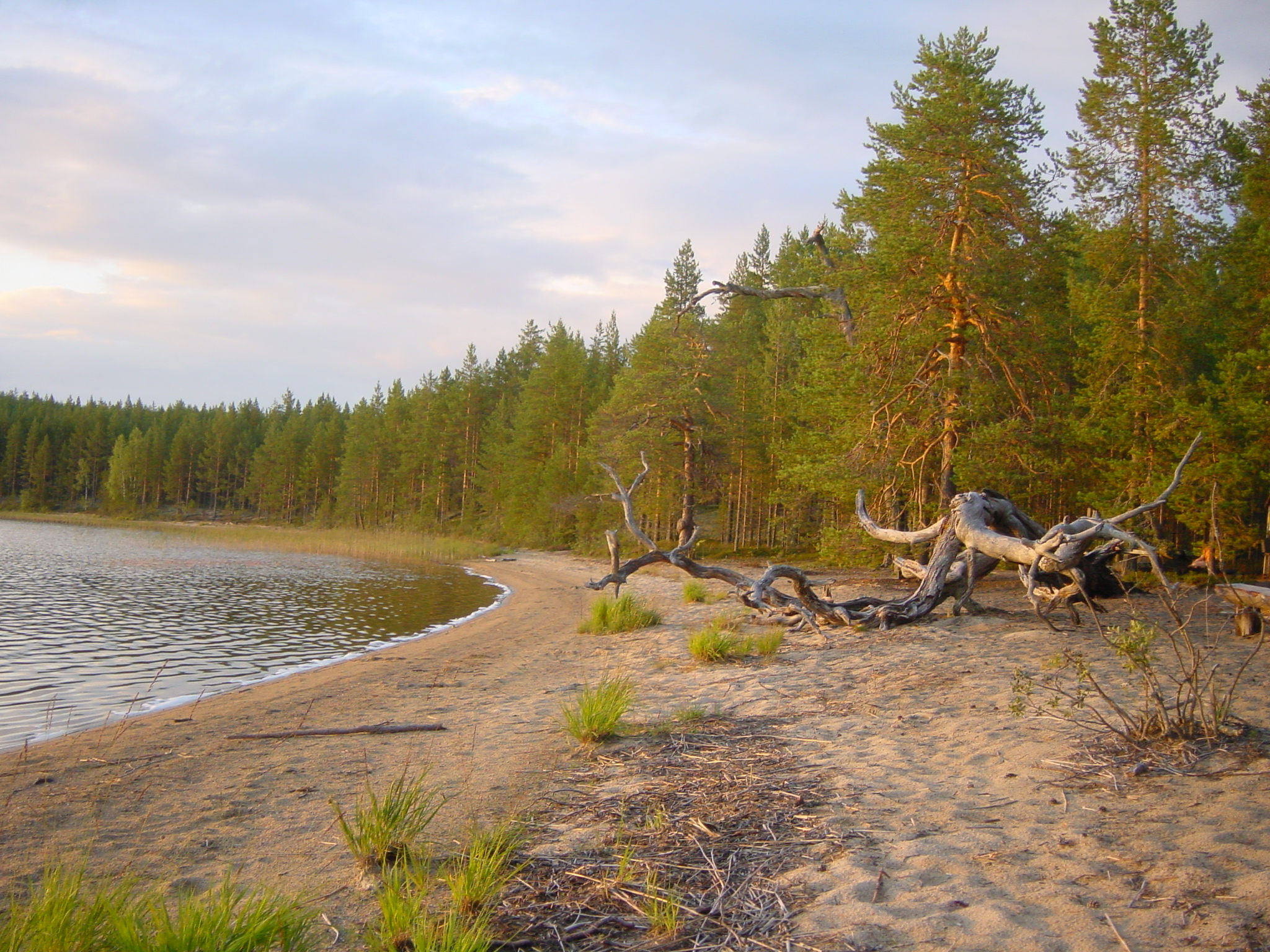
Le parc national de Patvinsuo.
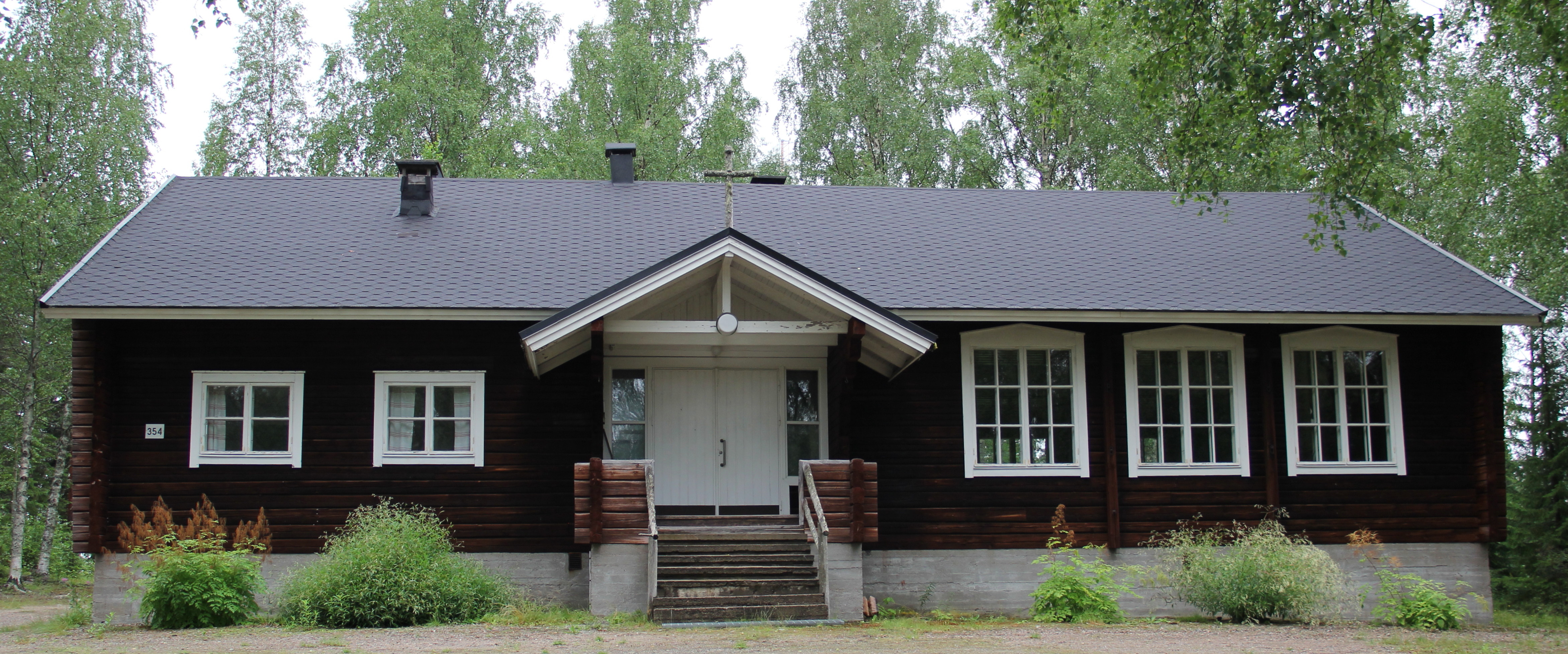
L'église de la zone frontalière.
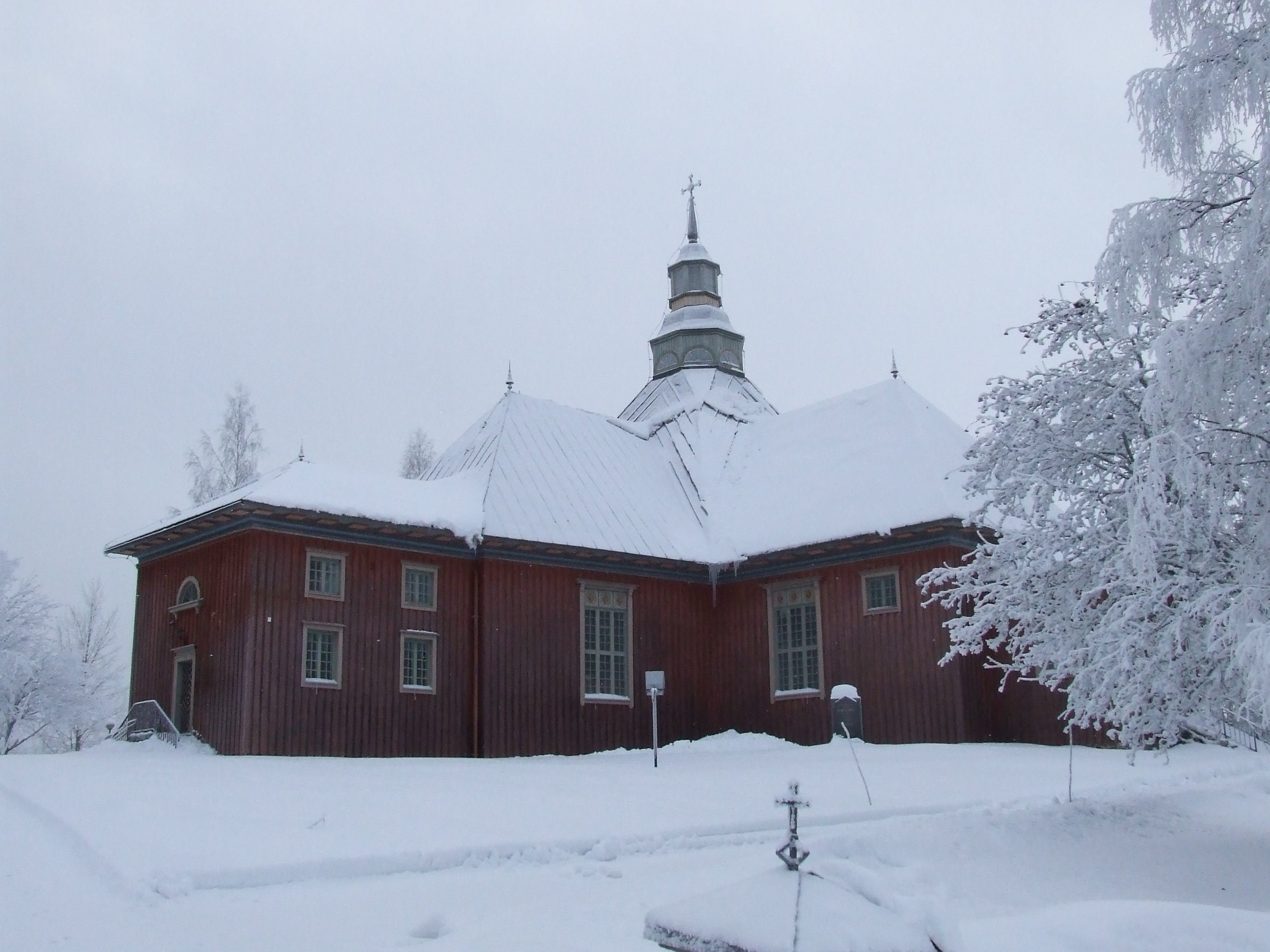
Église luthérienne d'Ilomantsi.